# Fendall William Harvey Pratt
Fendall William Harvey Pratt, britanski general, * 1892, † 1960.